# Caprivi
Caprivi fou una de les 13 regions administratives de Namíbia. Des de 2013 se li ha canviat el nom a Zambesi (regió del Zambesi). La regió cobreix la major part de la franja de Caprivi (nom en anglès: Caprivi Strip), una franja de forma convexa als nord-est del país que abasta des del Zambesi fins a les cascades Victòria.
Aquesta regió de l'antiga colònia de l'Àfrica Sud-occidental Alemanya fou anomenada a partir del canceller Georg Leo Graf von Caprivi.

## Geografia
La franja de Caprivi es tanca a la regió de Kavango i fa frontera pel nord amb Angola i Zàmbia, per l'est amb Zimbàbue i pel sud amb Botswana. Molts rius que duen aigües tot l'any com ara l'Okavango, el Cuando i altres afluents del Zambesi travessen la franja de Caprivi i fan que sigui una regió humida i plena de boscos. Moltes parts de la franja de Caprivi han sigut declarades reserves naturals i són l'objectiu de les creixents activitats turístiques de la zona, un desenvolupament econòmic que es va impulsar amb la construcció de la carretera nacional B8, asfaltada i per la qual es pot conduir tot l'any.

## Administració
La capital de la regió és Katima Mulilo; els 79.852 habitants de Caprivi es reparteixen entre els 6 districtes electorals de la regió de la següent manera: 
- Kabbe (14.979 habitants)
- Katima Mulilo (ciutat) (14.359 habitants)
- Katima Mulilo (districte) (22.197 habitants)
- Kongola (4.134 habitants)
- Linyanti (13.741 habitants)
- Sibinda (9.164 habitants)

## Població
Els caprivitans representen prop del 4% de la població de Namíbia. La població consta de les ètnies Fwe, Lozi, Subia, San (bosquimans), Nyemba i d'altres.
Caprivi té el percentatge més elvat d'infectats pel sida de Namíbia. Prop d'una quarta part de le dones embrassades està infectada pel VIH. En total, el 34% dels residents és seropositiu. La infraestructura sanitària consta d'un hospital a Katima Mulilo (220 llits) i un altre a Andara (100 llits), així com 3 centres sanitaris i 29 clíniques.

## Història

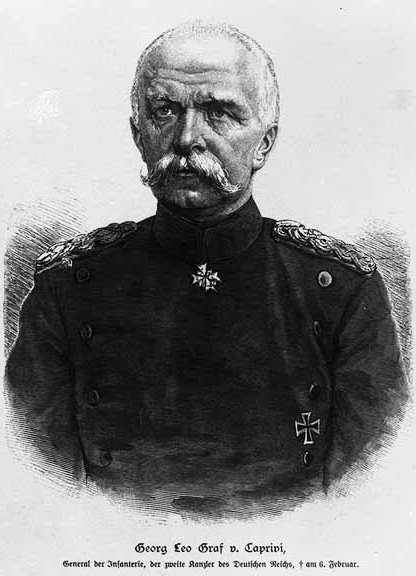
El canceller Leo von Caprivi en un retrat de l'època

L'1 de juliol de l'any 1890 la franja de Caprivi passà de formar part de l'Imperi Britànic a fer-ho de l'Imperi alemany pel tractat de Helgoland-Zanzíbar. Durant la negociació, la part alemanya de la franja prengué el nom de l'aleshores canceller Leo von Caprivi. L'objectiu d'aquest tractat era aconseguir les condicions necessàries per unir per terra aquesta colònia amb la colònia de l'Àfrica Oriental Alemanya. En un primer moment, la franja de Caprivi formava part del districte de Grootfontein, el cap de districte del qual, el tinent Richard D. Volkmann, dirigí nombroses expedicions de mesos de durada cadascuna pel riu Okavango entre els anys 1899 i 1904. L'any 1908, el capità Kurt Streitwolf (colon de la franja de Caprivi) va emprendre una expedició per la franja de Caprivi (aleshores coneguda com al "Barotseland alemany" o "Zambesiland alemany") per ordre del governador von Schuckmann. Streitwolf arribà a la conclusió que la franja de Caprivi era de gran importància per al protectorat i que només es podia canviar per alguna cosa encara més valuosa, com ara l'enclavament de Walvis Bay. El 27 de gener de l'any 1909 la franja de Caprivi fou incorporada a l'administració de la colònia de l'Àfrica Sud-occidental Alemanya. Amb l'esclat de la Primera Guerra Mundial, l'any 1914 la franja de Caprivi fou annexionada a l'Imperi Britànic.
Entre els anys 1918 i 1929 formà part de la colònia britànica del Betxuanalàndia, l'actual Botswana. Posteriorment, la franja de Caprivi fou assignada a l'administració de sud-africana dins de l'Àfrica del Sud-oest.
L'any 1990, Namíbia assolí la independència de Sud-àfrica i, per tant, el poder de disposició sobre la franja de Caprivi. L'agost de l'any 1999 hi hagué enfrontaments armats (probablement fomentats pel govern de Botswana) entre el moviment secessionista "Moviment d'Alliberament de Caprivi (Caprivi Liberation Movement CLM) i el govern de Namíbia a la capital de la regió, Katima Mulilo. L'objectiu d'aquest conflicte latent és assolir la independència de Caprivi de Namíbia. Un factor dels disturbis de la zona també fou la llarga guerra civil de la veïna Angola: la fi oficial de les hostilitats conduí unitats disperses de l'exèrcit derrotat a saquejar i terroritzar la franja de Caprivi i van ser perseguides pels exèrcits namibià i angolès. Hi hagué nombrosos atacs, de tal manera que el transport de béns a la franja de Caprivi fou gairebé impossible si no es feia sota la protecció militar.

## Economia
Caprivi no és només l'accés de Namíbia a les aigües de l'Okavango i, per tant, vital per a l'economia de la regió, sinó que també té un gran potencial turístic. Així, ben sovint és el punt de sortida dels viatge turístics pel Zambesi, les cascades Victòria o el delta de l'Okavango. A més a més, aquí també s'hi troben el llac Liambesi, i també els parcs nacionals de Caprivi i Mudumu.